# 王学勤 (1968年)
王学勤（1968年10月—），山东诸城人，1991年7月参加工作，中国共产党党员，在职博士研究生学历。中华人民共和国政治人物。

## 履历
历任中国农村技术开发中心生物资源处副处长、处长、农业攻关处处长，中华人民共和国科学技术部农村科技司农业处处长，科学技术部信息中心副主任。
2013年12月，挂职任中共玉溪市委常委、副市长。
2016年3月，任云南省科学技术厅副厅长。
2018年3月，任昆明理工大学党委副书记、校长。
2021年1月，任云南省科学技术厅厅长、党组书记，兼任云南省九届科学技术协会副主席。
2024年9月，任云南省人民政府秘书长、党组成员，省政府办公厅党组书记。同年12月，不再担任省科技厅厅长、党组书记职务。
2025年5月，任云南省人民政府副省长。